# Culex barkerii
Culex barkerii är en tvåvingeart som först beskrevs av Theobald 1907.  Culex barkerii ingår i släktet Culex och familjen stickmyggor. Inga underarter finns listade i Catalogue of Life.